# Gilgameš
Gilgameš  (původně Bilgames, řecky Gilgamos) byl podle Sumerského královského seznamu pátý král Uruku (raně Dynastický II, první dynastie Uruk). Sumerský královský seznam uvádí nejen jeho, ale i jeho otce Lugalbanda. Podle tohoto seznamu vládl 126 let a jeho matkou měla být podle legendy bohyně Ninsun.
Po jeho smrti měl vládnout jeho syn Ur-Nungal, a to po dobu 30 let.
Podle sumerské tradice měl Gilgameš postavit klášter Ninlil v Nippuru a pravděpodobně i hradby v Uruku, které další sumerští králové skutečně považovali za jeho dílo.
Přes nedostatek přímých důkazů se většina historiků domnívá, že jde skutečně o historickou postavu. Pokud tomu tak skutečně bylo, byl králem Uruku asi v 26. století př. n. l. Většina badatelů se však domnívá, že nebyl královského původu, ale že byl synem kněze Nejvyššího v jedné z uruckých čtvrtí.
V raných textech je o něm psáno jako o králi, velice brzy se však objevuje jeho zbožštění, a poté již o něm bylo uvažováno jako o bohu.
Gilgameš je hlavním hrdinou tzv. Eposu o Gilgamešovi a dalších vyprávění z Gilgamešova cyklu.

## Gilgameš v kultuře naší doby
Sumerský král Gilgameš inspiroval několik prací v moderní populární kultuře:
- Gilgameš – oratorium Bohuslava Martinů
- Gilgameš vystupuje jakožto vůdce frakce Sumer ve videohře Civilization VI
- Gilgameš v pustinách (angl. Gilgamesh the King, 1984) – román Roberta Silverberga
- Gilgamesh se objevuje v několika dílech konzolové RPG série Final Fantasy
- Gilgameš je postavou v televizním seriálu Xena
- Gilgameš vystupuje v knize Vědma od Michaela Scotta jako nejstarší nesmrtelný člověk (starý přes 10 000 let)
- Gilgameš vystupuje jako jeden ze služebníků v japonském vizuálním románu Fate/stay night (a jeho adaptacích)